# Associatie van dauwbraam en marjolein
De associatie van dauwbraam en marjolein (Rubo-Origanetum) is een associatie uit het marjolein-verbond (Trifolion medii). De associatie omvat bloemrijke zoomgemeenschappen.

## Naamgeving en codering
| Trifolio medii-Agrimonietum T.Müll. 1962 sensu Westh. & Den Held |

- Syntaxoncode voor Nederland (rVvN): r17Aa01

De wetenschappelijke naam Rubo-Origanetum is afgeleid van de botanische namen van twee opvallende soorten van de associatie: de kensoort wilde marjolein (Origanum vulgare) en de begeleidende soort dauwbraam (Rubus caesius).

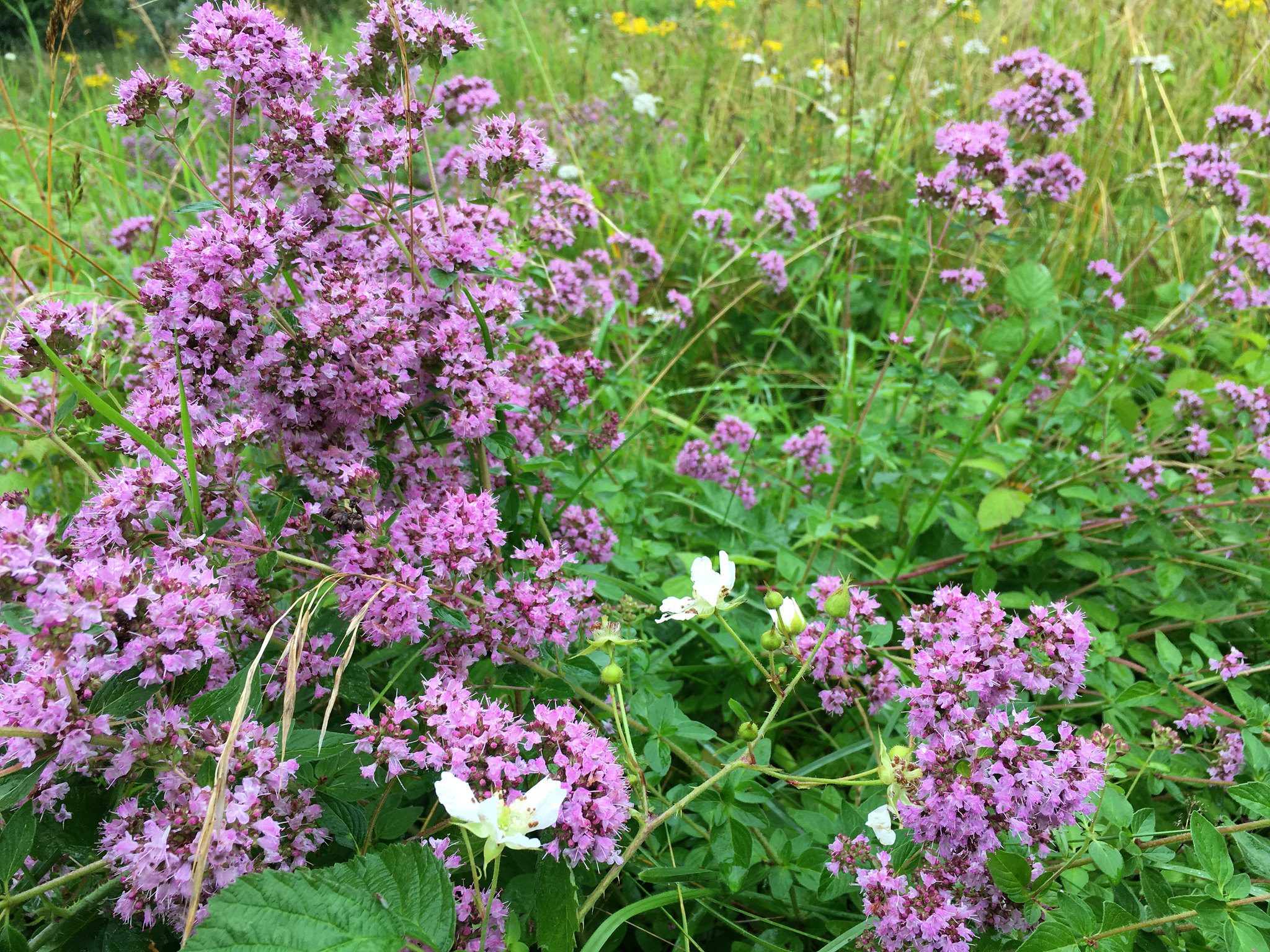
Een close-up van de associatie met beide naamgevende soorten in bloei.

## Fysiognomie
Hoofdzakelijk bepalen middelhoog opschietende kruiden en langhalmige grassen het vegetatieaspect van de gemeenschap. Vaak zijn er ook zaailingen of uitlopers van jonge struiken te zien, zoals veelal sleedoorn, eenstijlige meidoorn, hondsroos en beklierde heggenroos.

## Ecologie

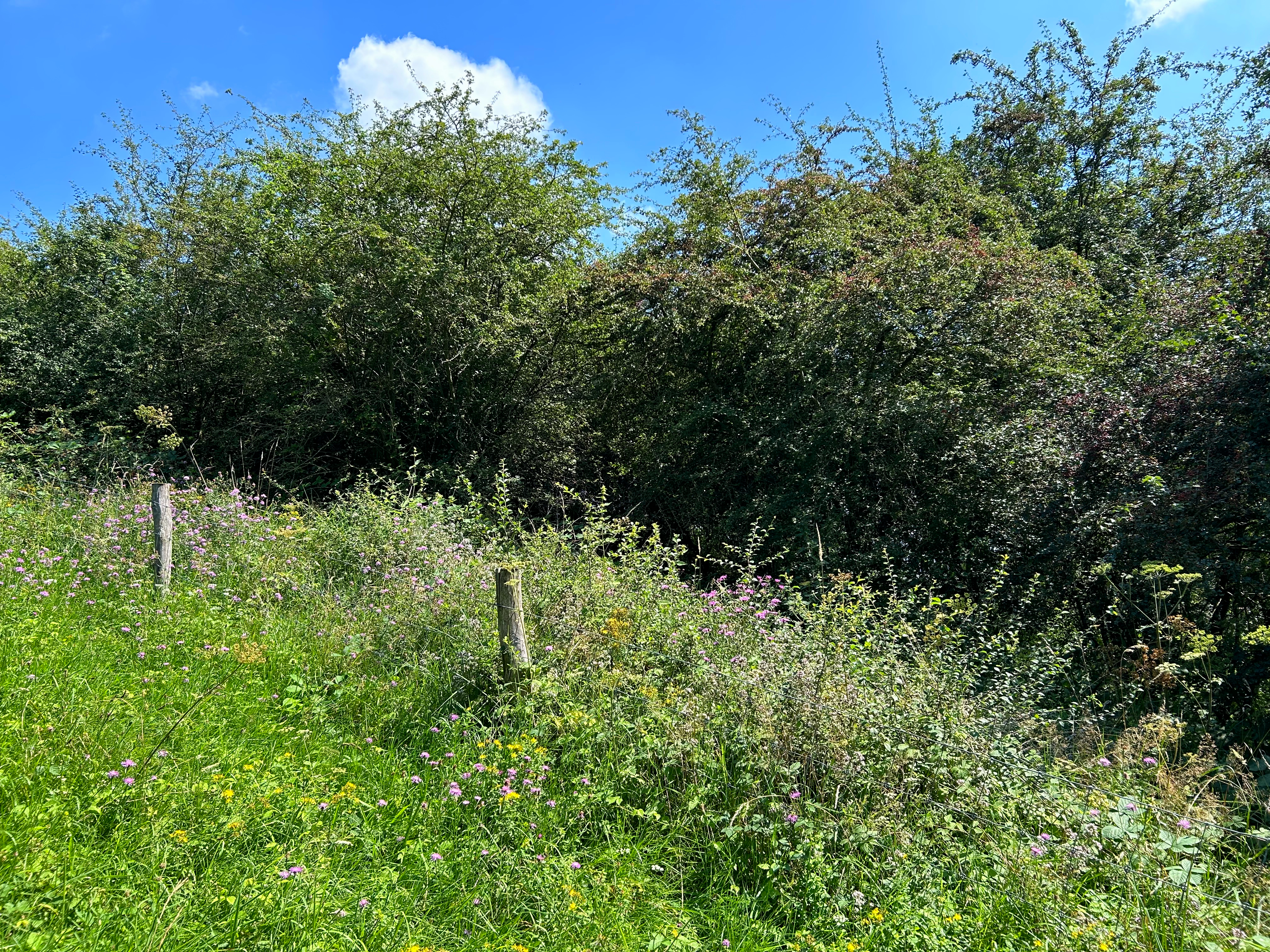
De associatie komt veelal tot ontwikkeling als zoom op zonnige standplaatsen.

De associatie van dauwbraam en marjolein is een thermofiele gemeenschap die zich ontwikkelt op zonnige en droge standplaatsen op kalkhoudende gronden.

## Subassociaties in Nederland en Vlaanderen
Binnen de associatie van dauwbraam en marjolein worden in Nederland en Vlaanderen twee subassociaties onderscheiden.

### Typische subassociatie
De typische subassociatie (Rubo-Origanetum typicum) is vooral een gemeenschap die voorkomt op hellingen van bergen, heuvels en holle wegen. Differentiërende taxa zijn gevinde kortsteel, kleine bevernel, beemdkroon, grote centaurie en bosrank. Zwak differentiërend zijn verder geelhartje, kleine pimpernel, echt bitterkruid en soldaatje. Boslathyrus geldt in Nederland als exclusieve soort voor deze subassociatie. Deze subassociatie vertoont enige verwantschap met het kalkgrasland.

### Subassociatie met rietzwenkgras
Een subassociatie met rietzwenkgras (Rubo-Origanetum festucetosum arundinaceae) betreft vooral de niet aan de krijtstreken gebonden begroeiingen van de associatie. Dikwijls komt deze subassociatie voor als dijkvegetatie van dijktaluds met kalkrijke zavel. Differentiërende taxa zijn kweek, rietzwenkgras, heermoes, vierzadige wikke, kraailook, pastinaak, ijzerhard en wollige distel. Deze subassociatie vertoont veel verwantschap met de eveneens naar rietzwenkgras vernoemde subassociatie binnen de glanshaver-associatie.

## Verspreiding
Het verspreidingsgebied van de associatie van dauwbraam en marjolein is tot nu toe bekend van Nederland, België, Duitsland en Engeland. Waarschijnlijk heeft de associatie een Noordwest-Europees areaal.

## Vegetatiezonering
In de vegetatiezonering vormt de associatie van dauwbraam en marjolein vaak een overgang tussen graslanden van de glanshaver-orde of de klasse van kalkgraslanden naar loofstruweel of loofbos.

## Diagnostische taxa voor Nederland en Vlaanderen

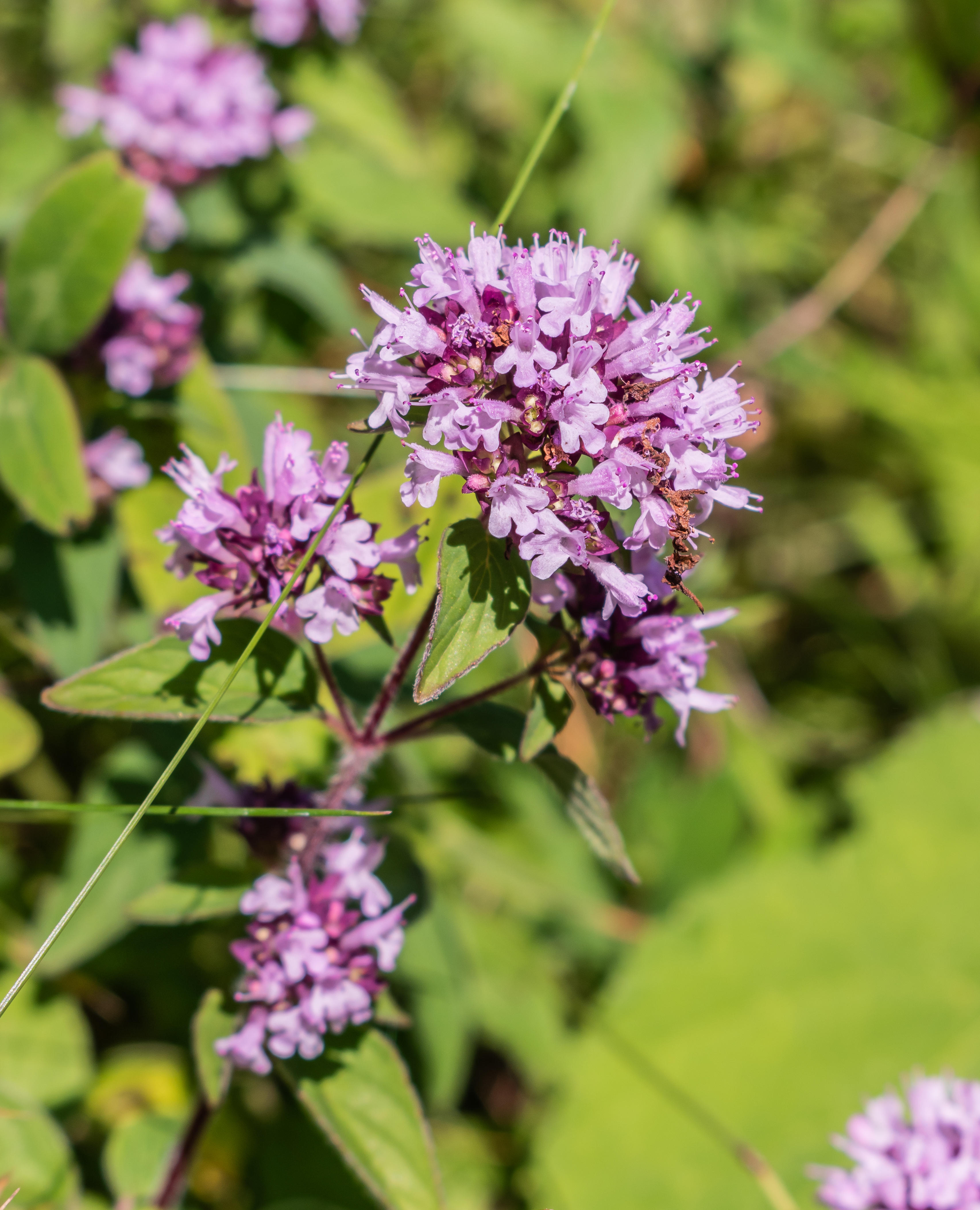
Wilde marjolein: een kensoort van de associatie

In de onderstaande tabel staan de belangrijkste diagnostische plantentaxa van de associatie van dauwbraam en marjolein voor Nederland en Vlaanderen.
| Kentaxon | Triviale naam    | Botanische naam     |
| -------- | ---------------- | ------------------- |
| kA       | wilde marjolein  | Origanum vulgare    |
| kV       | gewone agrimonie | Agrimonia eupatoria |
| kK       | borstelkrans     | Clinopodium vulgare |
| kK       | ruig viooltje    | Viola hirta         |
| bg       | dauwbraam        | Rubus caesius       |
| bg       | kropaar          | Dactylis glomerata  |

## Fauna
De associatie van dauwbraam en marjolein kent in het bijzonder voor geleedpotigen een zeer hoge natuurwaarde, in het bijzonder voor vlinders. De vegetatie is zeer rijk aan dracht- en waardplanten. Zeer zeldzame diersoorten die zo goed als uitsluitend zijn aan te treffen in deze associatie zijn de marjoleinmijt en de hokjespeulbandpalpmot.

## Fotogalerij

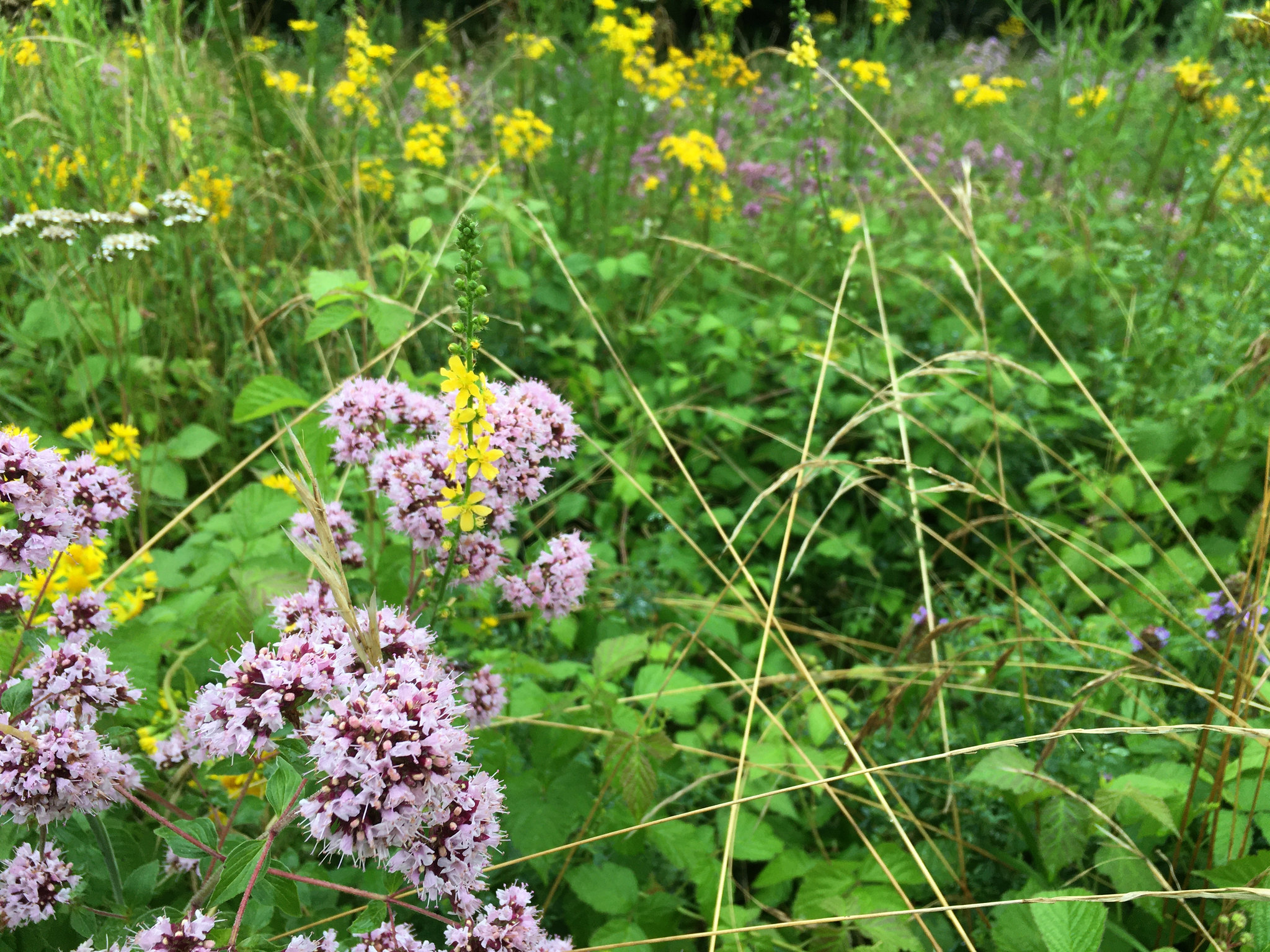
Ruige boszoom
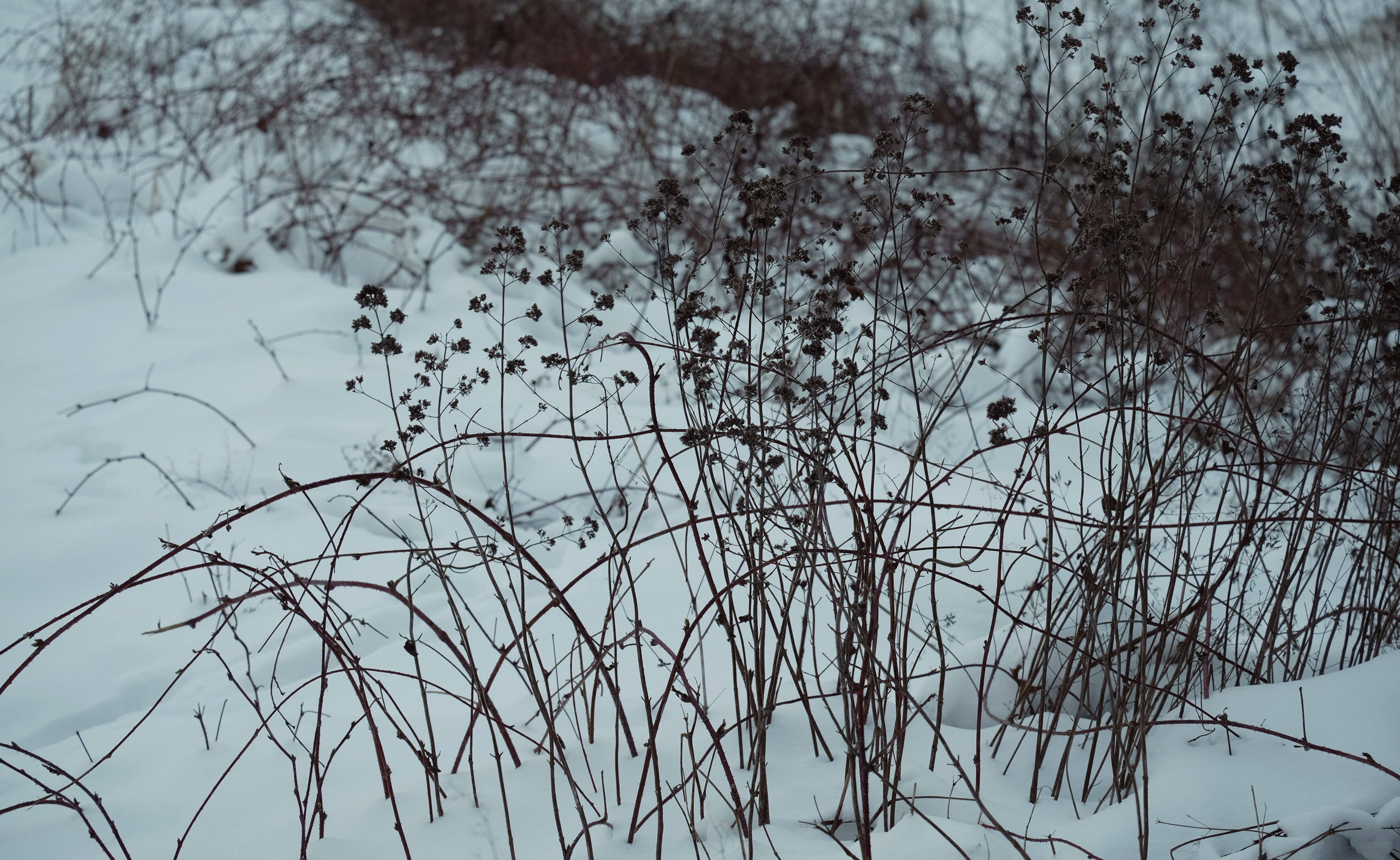
Aspect in de winter
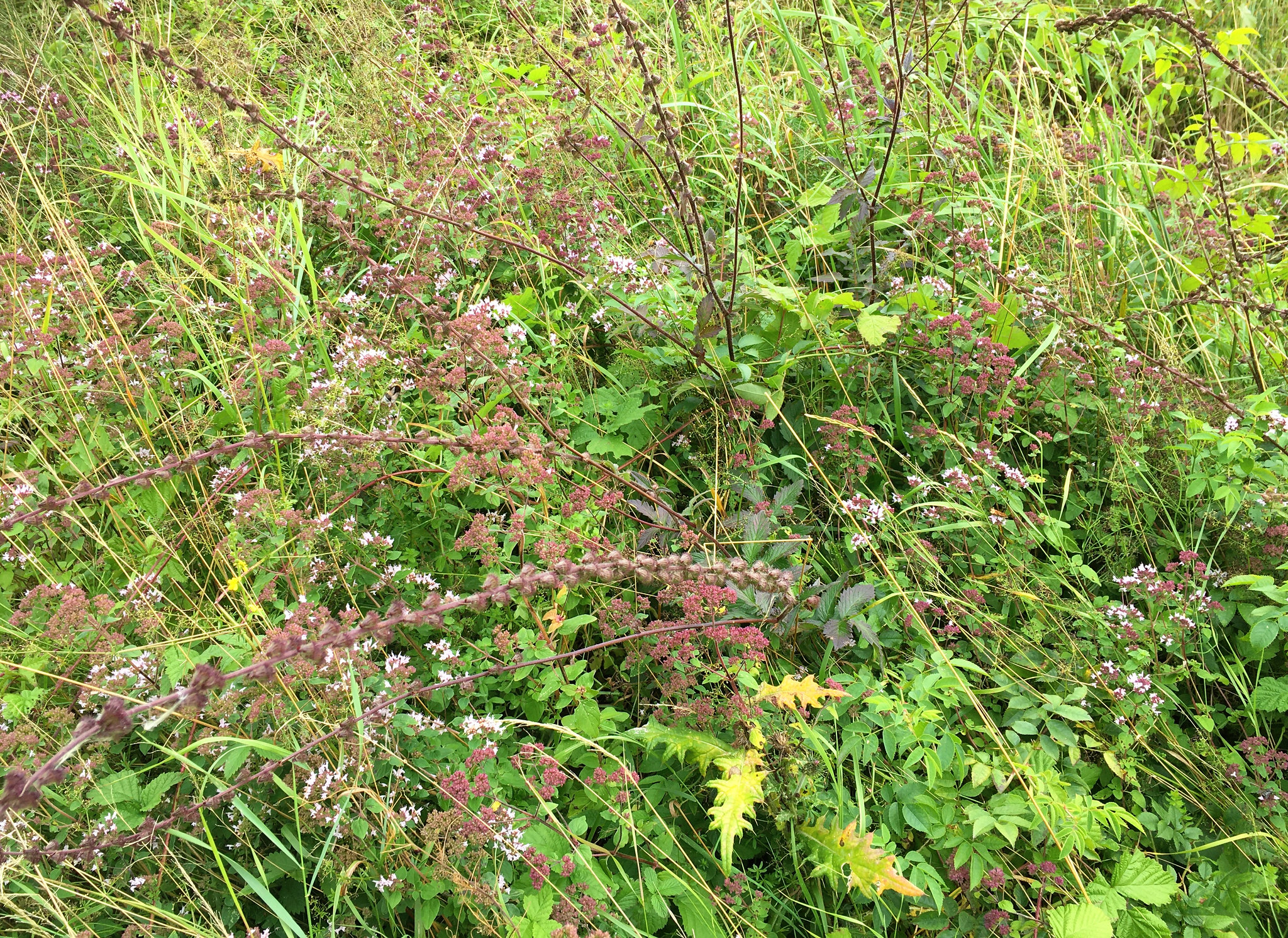
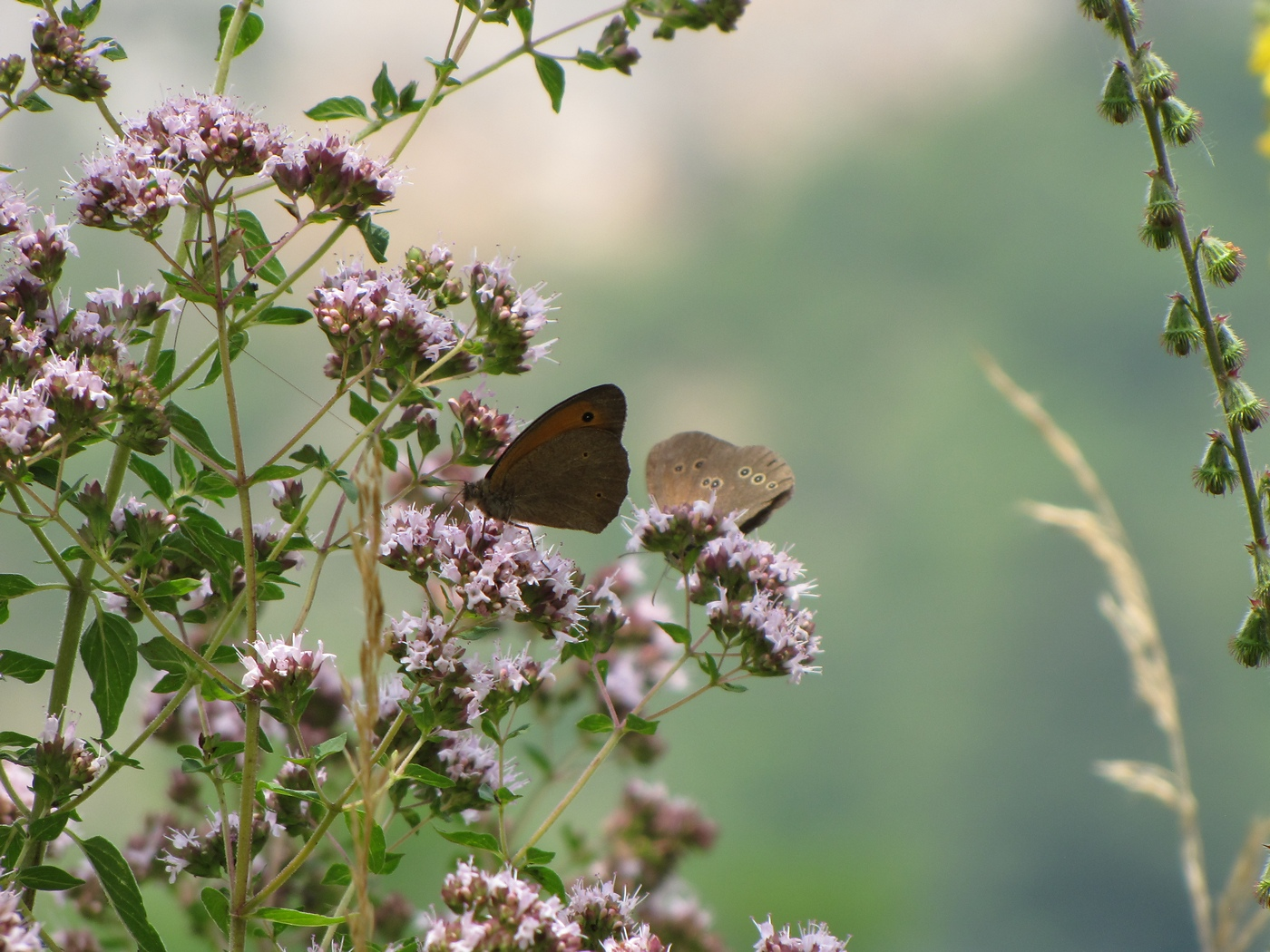
Bruin zandoogje en koevinkje, foeragerend in de associatie
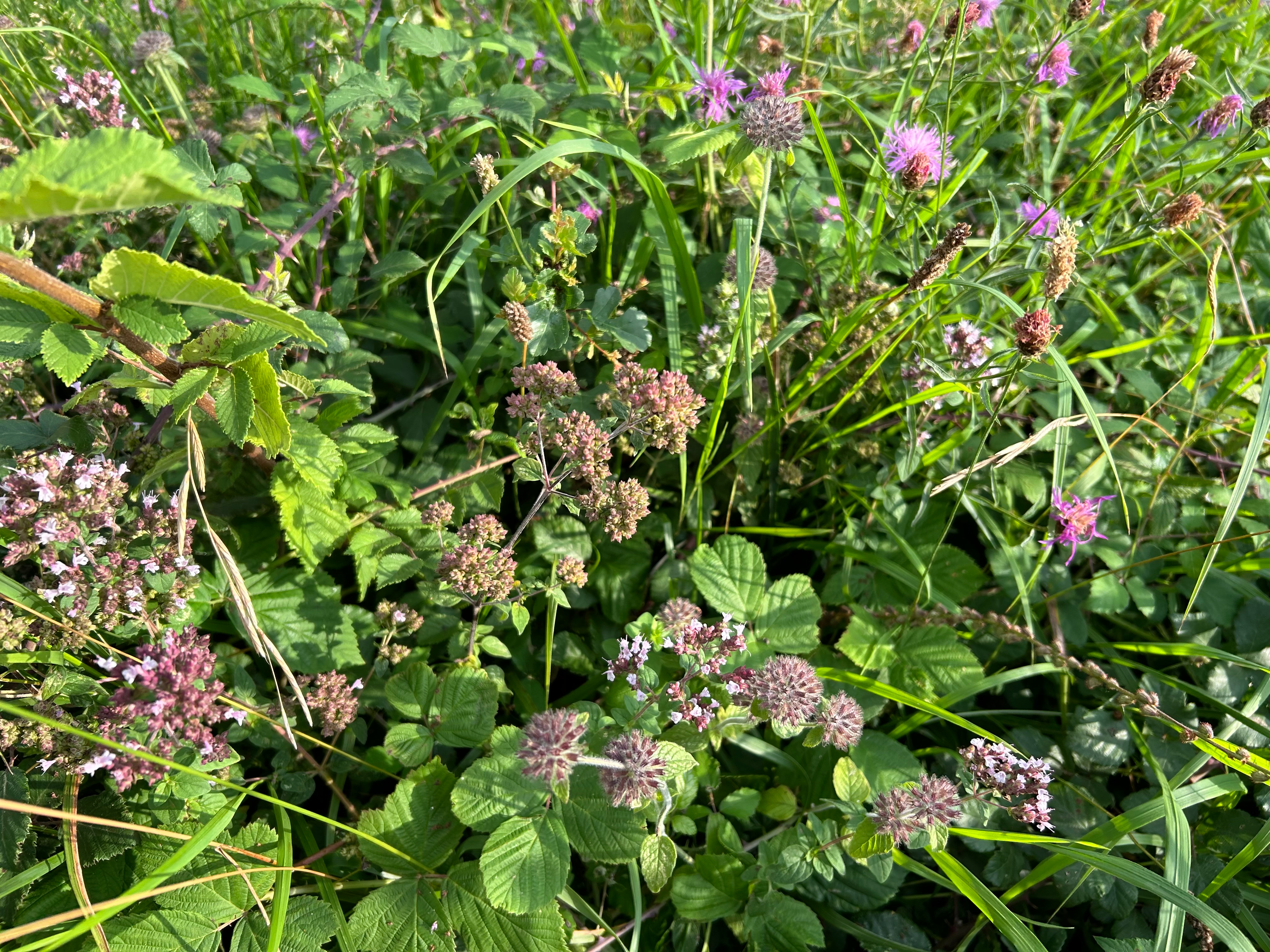
Close-up van het zomeraspect van de typische subassociatie
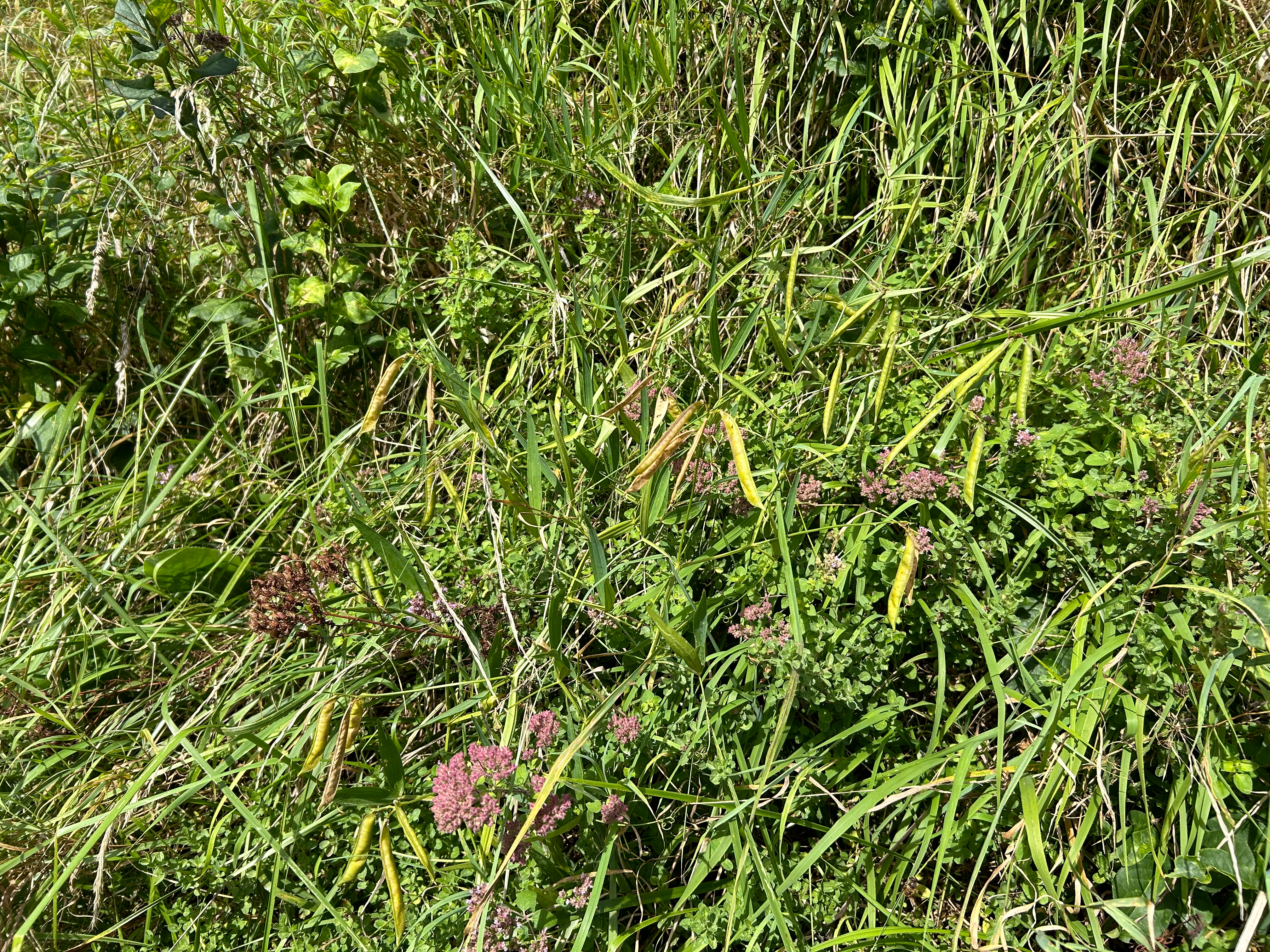
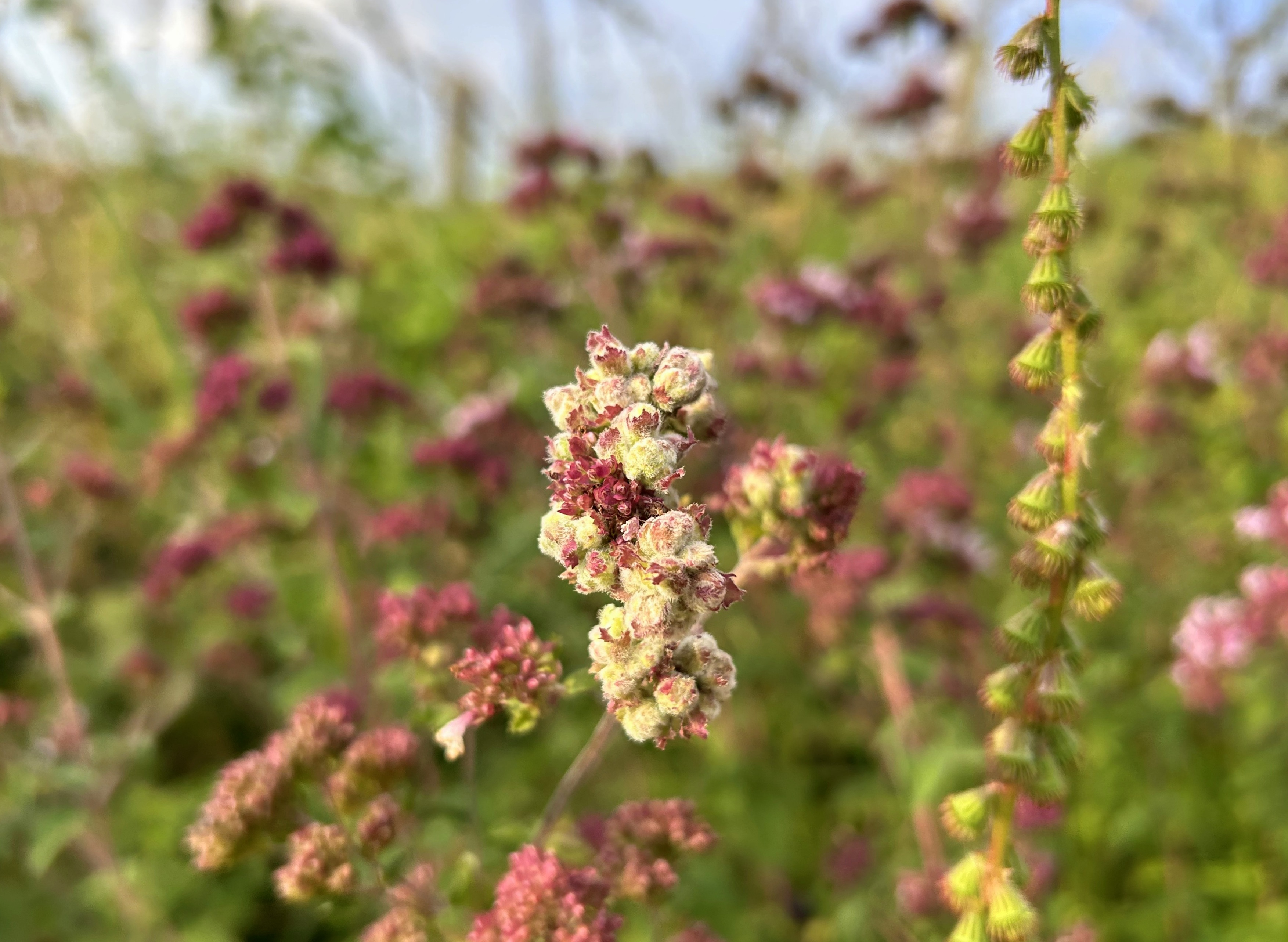
Gallen van de marjoleinmijt
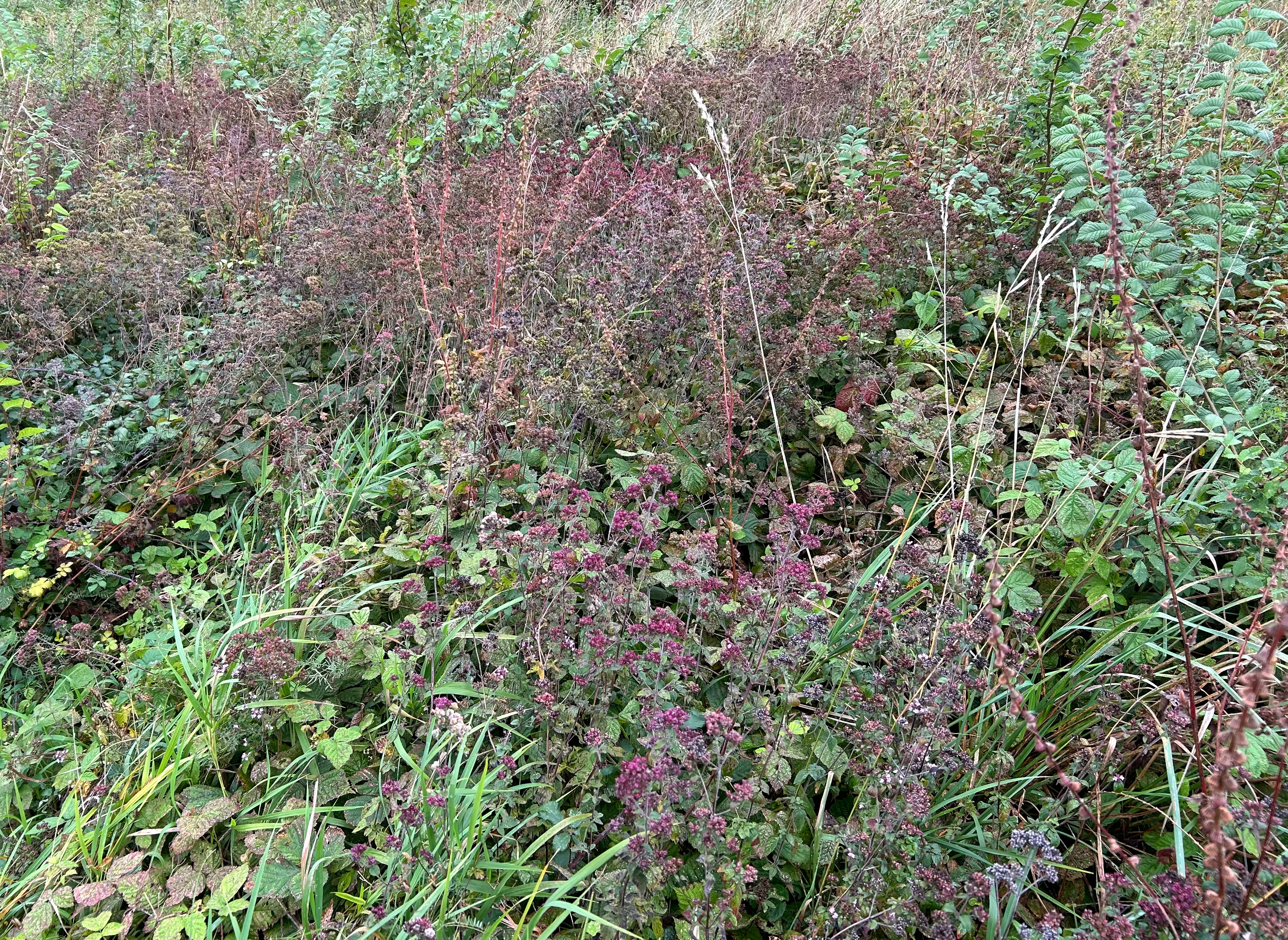
Herfstaspect van een ruige vorm van de typische subassociatie